# Wim de Villiers
Pour les articles homonymes, voir De Villiers.
Willem Johannes de Villiers (né le 4 avril 1921 à Jacobsdal dans l'État libre d'Orange et mort le 18 mars 1991 au Cap en Afrique du Sud) est un ingénieur, un homme d'affaires et un homme politique sud-africain, ministre de l'Administration et des Privatisations puis de la Coordination économique et de l'Administration (1989-1991) au sein du gouvernement de Klerk.

## Biographie
Après ses études au Collège Grey de Bloemfontein, Wim de Villiers poursuit des études en ingénierie électrique et mécanique, conclues par un doctorat en ingénie mécanique de l'université du Cap.
De 1945 à 1949, il travaille comme ingénieur à Pretoria avant d'être recruté par la Anglo American Corporation en 1950 pour laquelle il travaille jusqu'en 1968. À cette époque, il exerce essentiellement en Rhodésie du Nord.
De 1965 à 1968, il est directeur général de la LTA Engineering, où il a joue un rôle prépondérant dans l'organisation du consortium, la préparation de l'offre et la mobilisation de capitaux pour le projet de barrage de Cahora Bassa.
De 1969 à 1970, Wim de Villiers travaille pour Sanlam puis jusqu'en 1982 pour la General Mining Union Corporation notamment en tant qu'adjoint du président exécutif. De Mars 1980 à 1982, il est président exécutif de Gencor. En 1983, il est président de la Commission d'enquête sur l'approvisionnement en électricité de l'Afrique du Sud. Il est par la suite membre du Conseil consultatif de la défense et de conseils de planification, du Conseil de la Chambre des Mines et directeur de la Reserve Bank avant d'entrer au gouvernement de Frederik de Klerk en septembre 1989 en tant que ministre de l'Administration et des Privatisations. En mars 1990, l'intitulé de son ministère devient celui de Coordination économique et de l'Administration.
Lors du remaniement ministériel annoncé le 14 mars 1991, Wim de Villiers est nommé au poste de ministre des Transports avec prise de fonction en avril 1991. Il meurt cependant le 18 mars 1991, victime d'une attaque cardiaque à quelques jours de son 70e anniversaire.

## Sources
- (af) Nécrologie